# Umirat' legko
Umirat' legko (Умирать легко) è un film del 1999 diretto da Aleksandr Chvan.

## Trama
Il film racconta di un uomo la cui vita si è trasformata in un incubo dall'attesa della morte di una persona cara.